# Jesse Jane
Jesse Jane (ur. 16 lipca 1980 w Fort Worth, zm. 24 stycznia 2024 w Moore) – amerykańska aktorka pornograficzna i modelka.

## Życiorys

### Wczesne lata
Urodziła się w Fort Worth w Teksasie. Dorastała w różnych bazach wojskowych jako Military brat w centrum i na zachodzie Stanów Zjednoczonych. W szkole średniej Rose Hill High School w Rose Hill w Kansas tańczyła i była czołową cheerleaderką Varsity. Po ukończeniu liceum w Moore w stanie Oklahoma, zaczęła występować w reklamach telewizyjnych, w tym jednej dla sieci restauracji Hooters.
Wygrała kilka konkursów piękności Hawaiian Tropics i pojawiła się jako dziewczyna w bikini w filmowej wersji serialu Fox Słoneczny patrol – Ślub na Hawajach (Baywatch: Hawaiian Wedding) u boku Davida Hasselhoffa, Yasmine Bleeth, Carmen Electry, Pameli Anderson, Alexandry Paul i Jasona Momoy. Została nazwana Miss Photogenic przez American Dreams Pageant, a wkrótce potem rozpoczęła karierę jako modelka i trafiła na pierwsze strony czasopism.

### Kariera
Po przeczytaniu artykułu o aktorce porno Terze Patrick, umówiła się z nią na rozmowę, a następnie skontaktowała się z Rickiem Patrichem, który zajmuje się branżą porno. Jej pragnienie dostania się do branży filmowej skłoniło ją do podpisania umowy z wytwórnią filmów dla dorosłych Digital Playground, dla której nakręciła swoją pierwszą scenę w No Limits (2003). Filmy z jej udziałem okazały się niezwykle popularne, w tym najlepiej sprzedającym się DVD Pirates (2005), były nominowane do wielu nagród AVN, podobnie jak jej linia zabawek erotycznych. Trzykrotnie, w latach 2007–2009, zdobyła nagrodę za najgorętsze ciało w branży porno.
W 2004 AFW umieściła ją na okładce swojego katalogu. Gościła w programie Howard Stern Show (2004) i Gene Simmons: Family Jewels (2007), a także w dziewiątym odcinku drugiego sezonu serialu HBO Ekipa (Entourage, 2005) – pt.: „I Love You Too”. Uczestniczyła w gali wręczenia nagród AVN w Sand Convention Center w Las Vegas. W 2006 stała się gospodarzem nocnej rozmowy Playboy TV. Odpowiadała na listy czytelników dotyczące seksu i randek dla australijskiego męskiego magazynu „Ralph”. W 2009 pojawia się w programie Bad Girls Club.
Jej zdjęcie trafiło na okładkę albumu Drowning Pool (2010) metalowego zespołu Drowning Pool, a także wystąpiła w wideoklipie. W 2011 jej nazwisko zostało umieszczone na liście CNBC jednej z 12. „Najbardziej popularnych gwiazd porno” (The Dirty Dozen: Porn’s Most Popular Stars). W 2015  podpisała kontrakt z reżyserem Julesem Jordanem na wyłączność i na mocy dwuletniej umowy występowała w ośmiu filmach rocznie dla Jules Jordan Video. W 2017 ogłosiła, że odchodzi z branży dla dorosłych, chociaż w 2019 powróciła na krótko, aby nakręcić swoją pierwszą scenę międzyrasową dla Blacked.com.

## Życie prywatne
W 2000 urodziła syna. W 2004 przeszła histerektomię ze względu na odkrycie raka szyjki macicy. W lipcu 2004 romansowała z Dave’em Navarro, byłym gitarzystą grupy Red Hot Chili Peppers i Jane’s Addiction. W 2004–2005 była związana z Kidem Rockiem. W 2005 poślubiła aktora porno Ricka Patricka, z którym rozwiodła się w 2012. Zamieszkała w Oklahoma City w stanie Oklahoma. Określała siebie jako osobę biseksualną.

## Nagrody
| Rok  | Nagroda                        | Kategoria                                        | Film                                   | Inni wykonawcy                                                                                     |
| ---- | ------------------------------ | ------------------------------------------------ | -------------------------------------- | -------------------------------------------------------------------------------------------------- |
| 2003 | Nightmoves Entertainment Award | Najlepsza gwiazdka według redakcji               | –                                      | –                                                                                                  |
| 2004 | Venus Award                    | Najlepsza aktorka USA                            | –                                      | –                                                                                                  |
| 2004 | Delta di Venere Award          | Najlepsza aktorka amerykańska                    | –                                      | –                                                                                                  |
| 2006 | AVN Award                      | Najlepsza scena seksu samych dziewczyn – wideo   | Pirates (2005)                         | Janine Lindemulder                                                                                 |
| 2006 | Nightmoves Entertainment Award | Najlepsza gwiazdka według redakcji               | –                                      | –                                                                                                  |
| 2006 | FOXE Award                     | Ulubiona kobieta według fanów                    | –                                      | –                                                                                                  |
| 2006 | Scandinavian Adult Award       | Najlepiej sprzedająca się międzynarodowa gwiazda | –                                      | –                                                                                                  |
| 2007 | AVN Award                      | Najlepsza scena seksu samych dziewczyn – wideo   | Island Fever 4 (2006)                  | Jana Cova, Teagan Presley i Sophia Santi                                                           |
| 2007 | F.A.M.E. Awards                | Najgorętsze ciało                                | –                                      | –                                                                                                  |
| 2007 | Exotic Dancer Award            | Adult Movie Feature Entertainer of the Year      | –                                      | –                                                                                                  |
| 2007 | Venus Award                    | Najlepsza aktorka USA                            | –                                      | –                                                                                                  |
| 2008 | F.A.M.E. Award                 | Najgorętsze ciało                                | –                                      | –                                                                                                  |
| 2008 | Medien eLINE Award             | Najlepsza aktorka USA                            | –                                      | –                                                                                                  |
| 2009 | Hot d’Or                       | Najlepsza aktorka amerykańska                    | Pirates II: Stagnetti’s Revenge (2008) | –                                                                                                  |
| 2009 | AVN Award                      | Najlepsza scena seksu samych dziewczyn w parze   | Pirates II: Stagnetti’s Revenge (2008) | Belladonna                                                                                         |
| 2009 | AVN Award                      | Najlepsza scena seksu grupowego samych dziewczyn | Cheerleaders (2008)                    | Adrenalynn, Shay Jordan, Brianna Love, Memphis Monroe, Priya Rai, Lexi Tyler, Sophia Santi i Stoya |
| 2009 | F.A.M.E. Award                 | Najgorętsze ciał                                 | –                                      | –                                                                                                  |
| 2011 | AVN Award                      | Najlepsza scena seksu grupowego samych dziewczyn | Body Heat (2010)                       | Raven Alexis, Celine Tran, Kayden Kross i Riley Steele                                             |
| 2011 | AVN Award (Nagroda fanów)      | Dzika scena seksu                                | Body Heat (2010)                       | Raven Alexis, Celine Tran, Kayden Kross i Riley Steele                                             |
| 2012 | XRCO Award                     | Hall of Fame                                     | –                                      | –                                                                                                  |
| 2012 | AVN Award                      | Najlepsza aktorka drugoplanowa                   | Fighters (2011)                        | –                                                                                                  |
| 2012 | AVN Award                      | Najgorętsza scena seksu według fanów             | Babysitters 2 (2011)                   | Riley Steele, Kayden Kross, Stoya, BiBi Jones i Manuel Ferrara                                     |
| 2013 | AVN Award                      | Hall of Fame                                     | –                                      | –                                                                                                  |
| 2013 | XBIZ Award                     | Najlepsza scena seksu samych dziewczyn           | Mothers & Daughters (2012)             | Kayden Kross, Riley Steele, Selena Rose i Vicki Chase                                              |
| 2014 | XBIZ Award                     | Najlepsza scena                                  | Code of Honor (2013)                   | Manuel Ferrara, Stoya, Selena Rose, Riley Steele i Kayden Kross                                    |
| 2016 | XBIZ Award                     | Najlepsza scena w realizacji gonzo               | Jesse: Alpha Female (2015)             | Manuel Ferrara                                                                                     |

## Filmografia
| Rok  | Tytuł                                                                      | Rola                     | Reżyser           |
| ---- | -------------------------------------------------------------------------- | ------------------------ | ----------------- |
| 2003 | Słoneczny patrol – Ślub na Hawajach (Baywatch: Hawaiian Wedding, TV)       | dziewczyna w bikini      | Douglas Schwartz  |
| 2004 | Busty Cops                                                                 | oficer Chloe             | Jim Wynorski      |
| 2005 | Osiem milimetrów 2 (8MM 2)                                                 | fotografowana dziewczyna | J.S. Cardone      |
| 2005 | Pirates                                                                    | Jules Steele             | Joone             |
| 2008 | Pirates II: Stagnetti’s Revenge                                            | Jules Steele             | Joone             |
| 2008 | Porno od 9 do 17 (9 to 5: Days in Porn, film dokumentalny)                 | w roli samej siebie      | Jens Hoffmann     |
| 2008 | Porno Unplugged (film dokumentalny)                                        | w roli samej siebie      | Fabian Burstein   |
| 2009 | W nurcie życia (Middle Men)                                                | w roli samej siebie      | George Gallo      |
| 2009 | Naked Ambition: An R Rated Look at an X Rated Industry (film dokumentalny) | w roli samej siebie      | Michael Grecco    |
| 2009 | Porn: Business of Pleasure (film dokumentalny)                             | w roli samej siebie      | Melissa Lee       |
| 2010 | Grę czas zacząć (Let the Game Begin)                                       | Pokusa                   | Amit Gupta        |
| 2011 | Bucky Larson: Urodzony gwiazdor (Bucky Larson: Born to Be a Star)          | prezenterka AFA          | Tom Brady         |
| 2012 | Everybody Loves Porno (film dokumentalny)                                  | w roli samej siebie      | Adriana D. Hemans |
| 2015 | A Woman's Deeper Journey Into Sex (film dokumentalny)                      | w roli samej siebie      | Clay Westervelt   |
| 2016 | Female Fight Club                                                          |                          | Miguel A. Ferrer  |
| 2017 | Highway to Havasu                                                          | Jesse                    | Jeff Janke        |